# 長洲搶包山 (比賽)

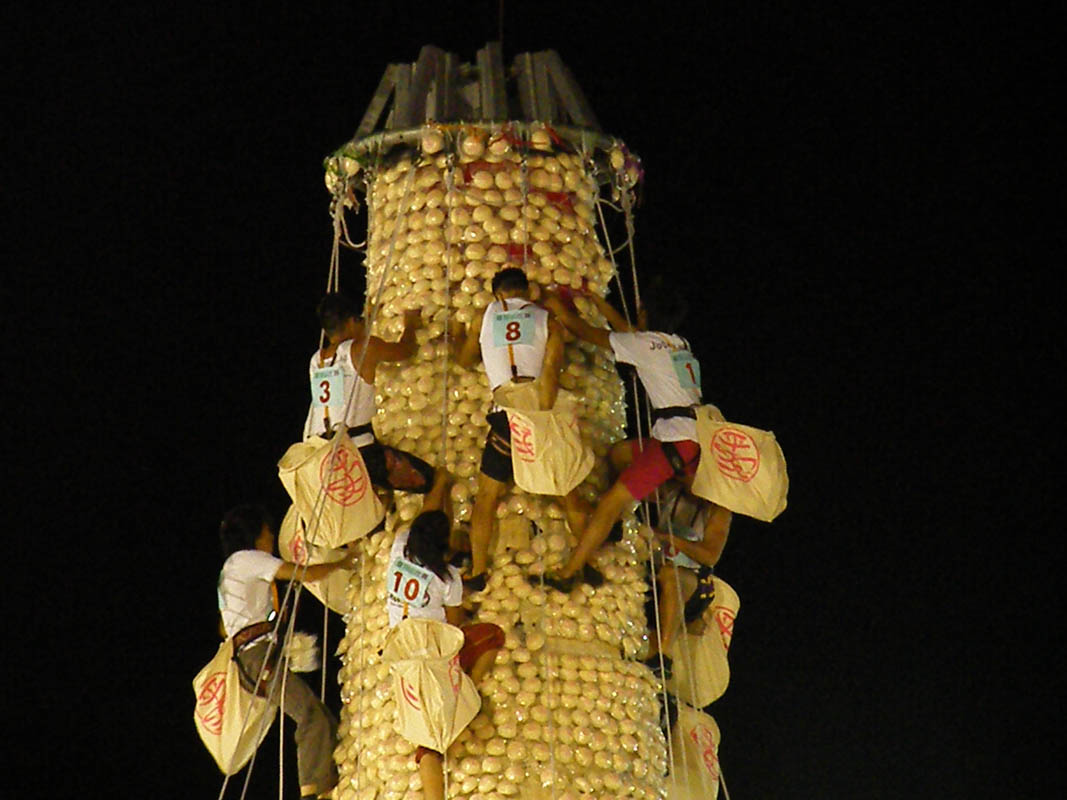
2010年舉行的長洲搶包山比賽

長洲搶包山是香港長洲一年一度於長洲太平清醮結束後舉行的體育攀登競賽。現時搶包山比賽活動在每年醮會第三天化大士之後，亦即於每年農曆四月初八日的香港佛誕公眾假期之後，翌日的凌晨12時正假長洲北帝廟遊樂場足球場舉行。比賽現為每年「包山嘉年華」（Bun Carnival）的重要環節，由香港長洲太平清醮值理會及康樂及文化事務署合辦。

## 歷史
本來於太平清醮中設立了五座由平安包積成的包山供奉北帝，醮會結束後，掛在包山上的包子供居民搶奪。由於拿到越多及越接近包山頂的包子，代表取得越多福氣，人群往往在沒有任何安全措施下便湧到包山徒手攀爬，盡量爭奪最高處的包子。
在1978年5月10日凌晨舉行的搶包山活動中發生倒塌事故，當時有數百人擠滿三座高約三層樓的包山，包山在人群爭相攀爬下不勝負荷，其中名為「福如東海」的包山突然倒塌，並且壓向在旁邊名為「安居樂業」的包山，在兩座包山倒塌時有多人連同包山一起倒下，在包山下的圍觀者也走避不及，導致數十人受傷，醫院接收24名傷者，有13人需要留院，當中1人傷勢嚴重，需要輔助空軍出動直升機由長洲醫院轉送往伊利沙伯醫院接受治療。同年10月24日，新界政務司與長洲鄉委會開會討論後，基於公眾安全，決定1979年起的太平清醮取消搶包山活動。此後，包子改為派發。至2005年，另外搭建塑膠包山，舉行有異於傳統民俗活動的搶包山比賽。
由於2019冠狀病毒病香港疫情，康文署宣布2020年至2022年的搶包山比賽取消。
2023年，隨著疫情結束，康文署宣布復辦包山嘉年華及搶包山比賽。

## 概述

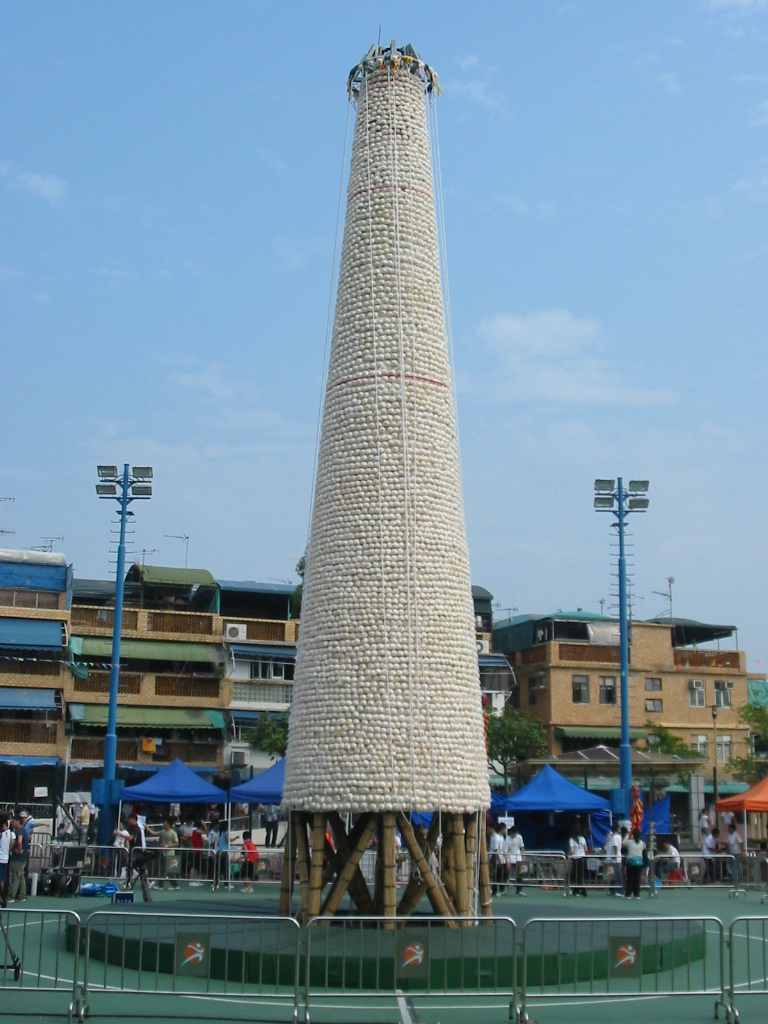
搶包山比賽使用的包山

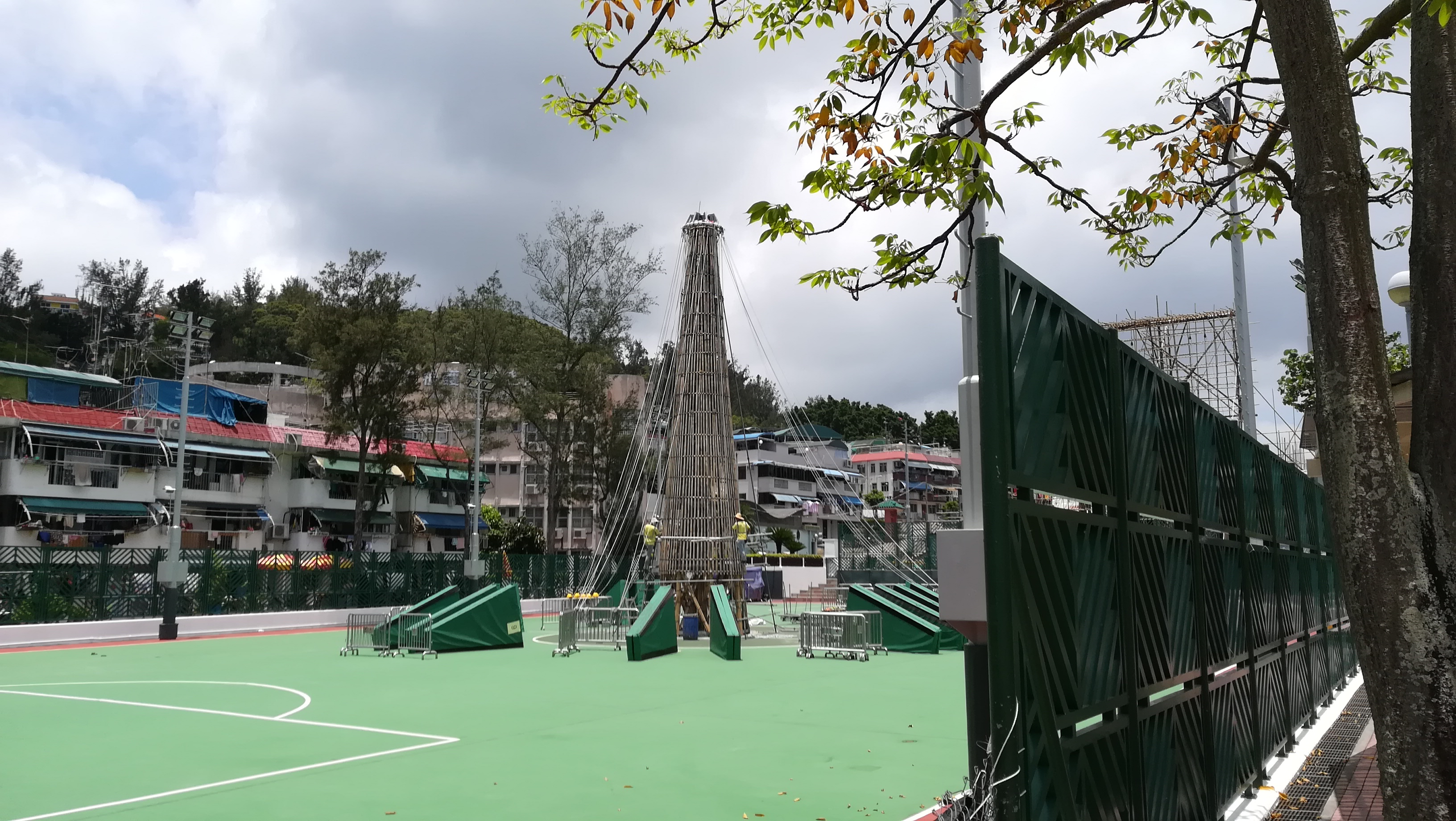
搭建中的包山

包山位於長洲北帝廟遊樂場足球場，高14.42米，由結構工程師認可的物料和方法搭成，內部的支撐結構為鋼架，外部配上沒有支撐用途的竹枝以保留傳統風情，造價約57萬港元。包山的構造上取得香港屋宇署、香港建築署、香港工程師學會及香港攀山總會的意見及支援，以確保包山的安全。比賽場地只容許1,000人現場觀賽。
2007年，康樂及文化事務署宣佈用9,000個塑膠「仿真包」代替真包，避免再次出現上一年因雨天令包子發霉發臭的情況。康文署更考慮每年把「仿真包」循環再用，以達環保效益。
每個包山只掛上9,000個塑膠包子，而包子印上「平安」二字，寓意沒有意外發生、平平安安。爬包山人士均需接受香港攀山總會的攀包山和防墮安全訓練，此外必須佩戴安全繩。而包山底部會鋪上軟墊，即使參賽者跌下亦不會受重傷。經當局嚴格選拔後，只有12名參賽者獲准搶包山。

### 比賽形式
12名參賽者須在3分鐘內爬上包山搶包子及返回地面，逾時不能返回地面者作落敗論。包山架上的包子分为3层，共有9,000個平安包，較高位置的「9分包」有900個、中段位置的「3分包」有1,700個，而「1分包」則有6,400個。在3分钟内抢到包子总分最高的为冠军。個人比賽決賽中男子組設冠、亞、季軍三甲獎項，女子組則只設冠軍。此外，比賽亦有「袋袋平安獎」，頒發予個人比賽決賽中搶得包子數量最多的參賽者。個人賽結束後，則舉行團體接力邀請賽，由大會邀請香港鄰近地區的攀爬選手及長洲社團組織一同比賽。
搶包山比賽在2005年首屆比賽開始便已加入團體組別賽事。為免將包山中間的包弄跌，影響個人賽的結果，團體賽被安排在個人賽後進行。初期團體賽的比賽形式為由各個參賽團體派出五人參賽。賽會會事先在包山頂放置若干個袋（視參賽隊伍而定），袋內有5個平安包，賽事以接力形式進行。先由一名選手爬上包山頂，在所屬的袋內取一個包再返回地面，然後由另一名隊員爬上，進行相同動作，所有隊員在最快時間內取得各自的平安包為勝。團體賽其後演變為團體接力邀請賽，由大會邀請香港鄰近地區的攀爬選手及長洲社團組織一同比賽。

### 獎項及參賽者沿革
2005年冠軍為長洲居民郭嘉明，其正職為消防員，一共搶得51個包子。郭於2006年及2007年度衛冕冠軍。至2008年度，個人賽冠、亞、季軍得主，分別是攀石教練黎志偉、消防員郭嘉明和張文翔。
2007年，比賽首次面向國際，成為世界上第一個跨國搶包山比賽，有越南等國家及地區參與。
2010年，比賽增設女子組冠軍，首位包山后是黃嘉欣。
2013年，比賽增設「袋袋平安獎」，頒發予個人比賽決賽中搶得包子數量最多的參賽者，首位袋袋平安獎得主是郭嘉明。
2016年，比賽增設「包山王中王」及「包山后中后」獎項，分別頒予累計三屆比賽中贏得男子組冠軍或女子組冠軍的參賽者。首位獲頒「包山王中王」的參賽者是2019年男子組冠軍郭嘉明。 首位獲頒「包山后中后」的參賽者則是2023年女子組冠軍黃嘉欣。
2025年，龔子珊贏得女子組冠軍，成為第二位獲頒「包山后中后」的參賽者。

## 歷屆比賽成績
| 日期                 | 冠軍 （得分）                                                                  | 亞軍 （得分）                  | 季軍 （得分）                  | 決賽參賽者及其他獎項得主 （如有編號者為線道） |
| -------------------- | ------------------------------------------------------------------------------ | ------------------------------ | ------------------------------ | --- |
| 2005年5月15日 第1屆  | 郭嘉明（453分）                                                                | 邱鴻明（423分）                | 林嘉駿（399分）                | 郭嘉明、邱鴻明、林嘉駿、其他（待更新） |
| 2006年5月5日 第2屆   | 郭嘉明（715分）                                                                | 黎志偉（681分）                | 曾順文（601分）                | 郭嘉明、黎志偉、曾順文、黃錦全、黃亞榮、李樂平、其他（待更新） 此屆是最後用真包比賽 |
| 2007年5月24日 第3屆  | 郭嘉明（648分）                                                                | 朱嘉偉（639分）                | 譚頌謙（585分）                | 郭嘉明、朱嘉偉、譚頌謙、黎志偉、陳家成、黃子翹、吳烔、黃汝謙、鄭麗莎（女）、鍾玉川、葉霆瑋、張偉文 該屆起採用塑膠「仿真包」比賽 |
| 2008年5月12日 第4屆  | 黎志偉（778分）                                                                | 郭嘉明（715分）                | 張文翔（661分）                | 黎志偉、郭嘉明、張文翔、其他（待更新） |
| 2009年5月2日 第5屆   | 何善揮（1,038分）                                                              | 蔡國棟（822分）                | 向 堯（726分）                 | 何善揮、蔡國棟、向堯、黎志偉、郭嘉明、黃汝謙、張文翔、葉霆瑋、梁俊傑、黃子翹、鄭麗莎（女）、黃嘉欣（女） |
| 2010年5月21日 第6屆  | 男子組：郭嘉明（939分） 女子組：黃嘉欣（603分）                                | 何善揮（836分）                | 鍾玉川（788分）                | 男子組：郭嘉明、何善揮、鍾玉川、黎志偉、張偉文、陳家成、張偉國、黃汝謙、吳家樂 女子組：黃嘉欣、林蘇妹、袁詠思 |
| 2011年5月10日 第7屆  | 男子組：張文翔（919分） 女子組：鄭麗莎（687分）                                | 陳家成（786分）                | 葉健文（772分）                | 男子組：陳家成、鍾玉川、葉健文、葉霆瑋、游嘉俊、張文翔、梁俊傑、楊文雄、莊耀龍 女子組：黃嘉欣、鄭麗莎、陳嘉怡 |
| 2012年4月28日 第8屆  | 男子組：郭俊賢（873分） 女子組：鄭麗莎（939分）                                | 梁俊傑（756分）                | 葉建文（732分）                | 男子組：郭嘉明、張文翔、葉建文、梁俊傑、郭俊賢、譚錦洲、鍾玉川、黃子翹、文浚瑋 女子組：鄭麗莎、黃嘉欣、黃可欣 |
| 2013年5月17日 第9屆  | 男子組：郭嘉明 女子組：黃嘉欣                                                  | 張文翔                         | 鍾玉川                         | 男子組：1. 張文翔、3. 陳宇航、4. 郭嘉明、5. 雷銘航、6. 黃志傑、7. 梁俊傑、9. 葉建文、10. 黃子翹、12. 鍾玉川 女子組：2. 何鳳芝、8. 鄭麗莎、11. 黃嘉欣 袋袋平安獎：郭嘉明 |
| 2014年5月6日 第10屆  | 男子組：郭嘉明（1,602分） 女子組：黃嘉欣（747分）                              | 鍾玉川（1,480分）              | 郭俊賢（1,455分）              | 袋袋平安獎：郭嘉明 |
| 2015年5月25日 第11屆 | 康樂及文化事務署於比賽當晚因天雨及香港天文台發出雷暴警告而宣布取消搶包山比賽。 |                                |                                | |
| 2016年5月14日 第12屆 | 男子組：葉建文（1,029分） 女子組：黃嘉欣（438分）                              | 郭俊賢（979分）                | 郭嘉明（885分）                | 袋袋平安獎：郭俊賢（共奪得131個包子） |
| 2017年5月3日 第13屆  | 男子組：郭嘉明（927分） 女子組：黃嘉欣（603分）                                | 葉建文（879分）                | 何善揮（773分）                | 男子組：1. 鄭世傑、3. 郭志偉、4. 歐智鋒、5. 何卓希、6. 郭嘉明、7. 何善揮、9. 鍾靜文、10. 黃志傑、12. 葉建文 女子組：2. 梁家琪、8. 黃嘉欣、11. 胡穎瑜 袋袋平安獎：何善揮（共奪得125個包子） |
| 2018年5月22日 第14屆 | 男子組：郭嘉明（1044分） 女子組：胡穎瑜（294分）                               | 鍾玉川（885分）                | 鍾靜文（732分）                | 男子組：1. 譚錦洲、3. 黃錦文、4. 郭志偉、6. 鍾靜文、7. 郭嘉明、8. 黃子翹、9. 談健鴻、11. 張文翔、12. 鍾玉川 女子組：2. 胡穎瑜、5. 龔子珊、10. 黃嘉欣 袋袋平安獎：郭嘉明（共奪得134個包子） |
| 2019年5月12日 第15屆 | 男子組：郭嘉明（966分） 女子組：龔子珊（675分）                                | 鍾靜文（763分）                | 黃錦文（648分）                | 男子組：葉建文、黃錦文、黃志傑、張偉文、譚錦洲、黃子翹、顏偉誠、鍾靜文、12. 郭嘉明 女子組：龔子珊、郭蕙霖、鄭晴 袋袋平安獎：郭嘉明（共奪得112個包） 包山王中王：郭嘉明（由2017年起累積取得三屆男子組冠軍） |
| 2020年4月30日        | 由於2019冠狀病毒病香港疫情，康文署宣布取消搶包山比賽。                         |                                |                                | |
| 2021年5月19日        | 由於2019冠狀病毒病香港疫情，康文署宣布取消搶包山比賽。                         |                                |                                | |
| 2022年5月8日         | 由於2019冠狀病毒病香港疫情，康文署宣布取消搶包山比賽。                         |                                |                                | |
| 2023年5月26日 第16屆 | 男子組：鍾玉川（954分） 女子組：黃嘉欣（684分）                                | 葉建文（804分）                | 黃志傑（628分）                | 男子組：1. 郭嘉明（未能完成賽事）、鍾玉川、葉建文、黃志傑、黎偉浚、談健鴻 女子組：黃嘉欣、龔子珊 袋袋平安獎：黎偉浚（共奪得121個包） 包山后中后：黃嘉欣（由2016年起累積取得三屆女子組冠軍） |
| 2024年5月15日 第17屆 | 男子組：葉建文（776分） 女子組：龔子珊（842分；兼為個人比賽全場最高分）        | 鍾玉川（771分）                | 梁尹聰（759分）                | 男子組：1. 馬學銘（601分）、2. 談健鴻（465分）、3. 顏偉誠（662分）、4. 郭嘉明、5. 梁尹聰（759分）、7. 葉建文、8. 彭榮發（未能完成賽事）、10. 黃錦文（407分）、11. 鍾玉川 女子組：6. 林秀蕾（未能完成賽事）、9. 龔子珊、12. 林楚穎（243分） 袋袋平安獎：郭嘉明（共奪得69個9分包及67個1分包，合共136個包，得688分） 搶包山接力邀請賽： 冠軍：深圳市登山戶外運動協會 亞軍：珠海搶包山隊 季軍：港九水上居民福利促進會長洲分會                                                                  |
| 2025年5月6日 第18屆  | 男子組：郭嘉明（1131分；共奪得143個包） 女子組：龔子珊（446分）                | 黃志傑（968分；共奪得132個包） | 游嘉俊（950分；共奪得126個包） | 男子組：1. 黃志傑（968分；共奪得132個包）、2. 談健鴻、4. 馬學銘、5. 游嘉俊（950分；共奪得126個包）、7. 郭嘉明（1131分；共奪得143個包）、8. 葉建文（共奪得170個包）、9. 鍾玉川、10. 黃炯輝、11. 楊文雄 女子組：3. 龔子珊（446分）、6. 黃嘉欣、12. 郭惠霖 袋袋平安獎：葉建文（共奪得170個包） 包山后中后：龔子珊（由2019年起累積取得三屆女子組冠軍） 搶包山接力邀請賽： 冠軍：深圳市登山戶外運動協會 亞軍：珠海搶包山隊 季軍：海燕體育隊A隊 註：當晚香港天文台發出雷暴警告，但比賽如常進行。 |

## 衍生商機

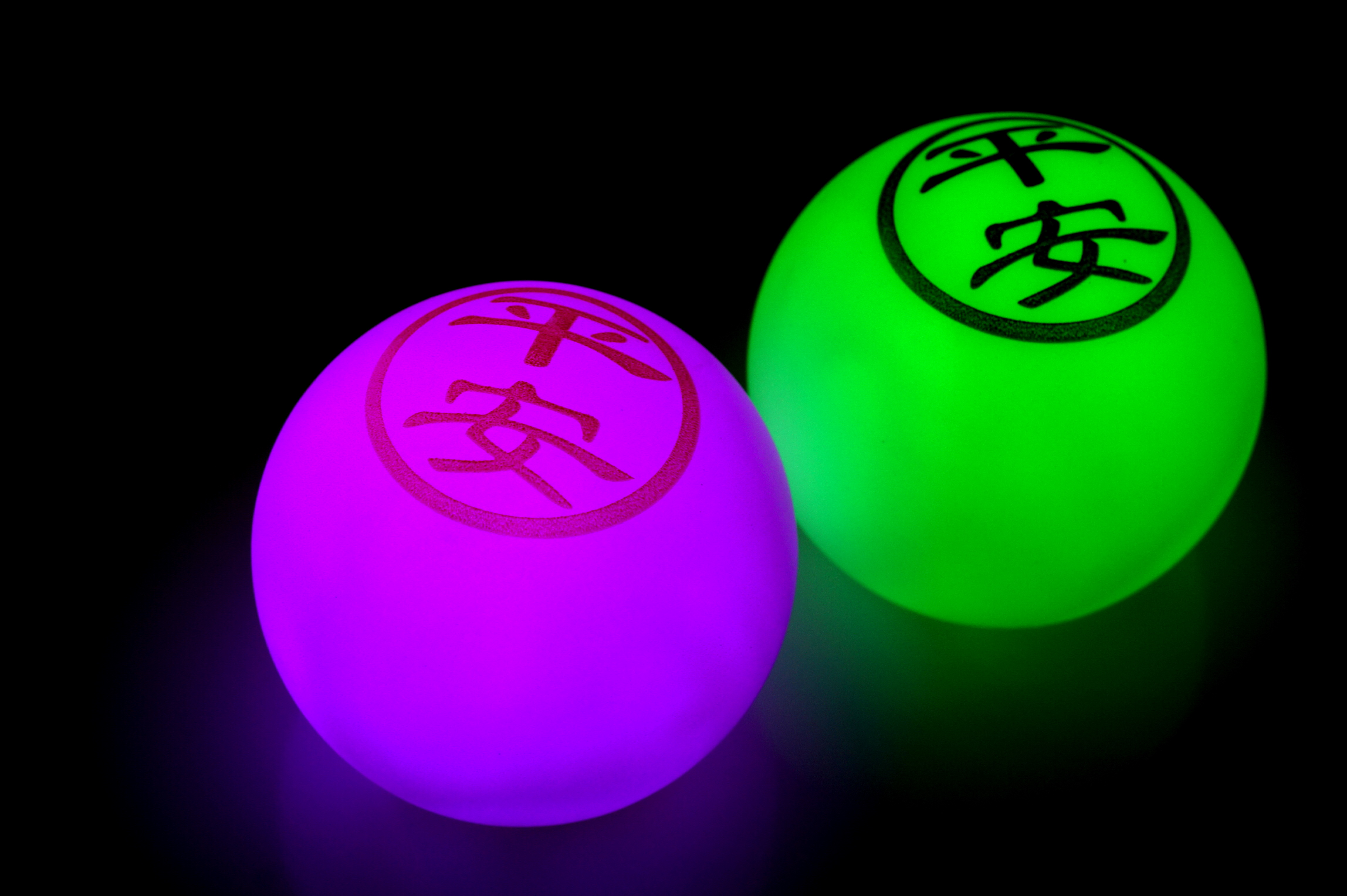
仿長洲太平清醮平安包外形的發光二極管變色燈

由恢複搶包山活動開始，在每年長州太平清醮期間，均有大量遊客湧入長州。不少商户把握了商機，除了加做平安包外，還推出了平安包造形的枕頭、零錢包、飾物等，為長州本土帶來大量营收。

## 批評
政府將長洲太平清醮包裝成旅遊項目，以及將搶包山改成攀山比賽形式，就被不少人批評為「不倫不類」、「商業化」、「文化承傳欠奉」。香港科技大學人文學部廖迪生教授指出，節慶傳統跟人類經濟活動生活方式有密切關係，在數百人以至數千人參與的活動裡，表現出社會性或地區性的團結，所以文化風俗傳統隱含社會結構意義；而政府首創的「搶膠包」，只保留活動框架，跟當地人、當地社會文化全無關係。
有論者引述聯合國教科文組織《世界文化報告—文化的多樣性、衝突與多元共存》（2000）指出，保護文化之目的是「在經濟和技術發展時，將文化和人的價值置於中心位置」，而非物質文化遺產的基本特點是要「有活生生的實踐者，有觀眾，也活生生地存在於社會當中」，而保護非物質文化遺產亦應該以提昇「文化尊嚴、文化自豪和文化身份」為目標。香港官員處理搶包山的取態，是將傳統文化承傳變成旅遊收益項目，既無內涵，亦無生命力，甚至連起碼的尊重都欠奉。
長洲建醮會認為政府接手主辦的搶包山不是傳統，所以不與為伍。鄉紳黃維坤表示「其實長洲居民一直要求恢復搶包山傳統，大部份島民都不同意現時那種『不倫不類』的『搶包山』，那只是爬山比賽，不能稱作搶包山，完全無意義。真正搶包山是所有大眾都有份，喜歡拿幾多個包就幾多個包。」從前對搶包山有最大興趣的是島上的海陸豐籍漁民，因為一來他們最需要祈福，又爬慣桅杆，所以特別擅長搶包山，但現在的攀爬運動就沒有漁民參與。
《南華早報》在2005年曾發表社評表示，搶包山傳統意義為島民帶來健康與平安；若將搶包山變成體育競技，會令其精神面貌盡失。

## 現場直播
- 有線直播新聞台
- now直播台
- TVB翡翠台

## 外部連結
- 中環廟會 包山[] 國金相輝映 旅遊年「傳統節慶巡禮」今開幕 明報 2005年4月20日
- 香港政府新聞網 中環碼頭廟會展示地道慶典